# Hans Renold

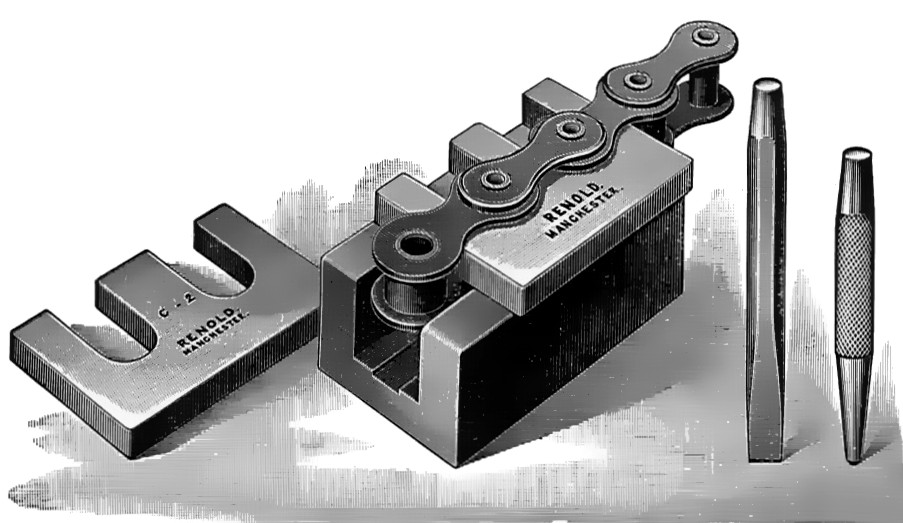
Narzędzia do łączenia łańcucha Renolda (1912)

Hans Renold (ur. 31 lipca 1852 w Aarau,  zm. 2 maja 1943 w Manchesterze) – szwajcarsko-brytyjski inżynier, przemysłowiec i wynalazca, wynalazca łańcucha rolkowego, stosowanego w wielu dziedzinach techniki, w tym w rowerach.

## Życiorys

### Młodość
Urodził się 31 lipca 1852 w Aarau, w kantonie Argowia, w Szwajcarii, jako syn Johannesa Renolda, piekarza i szynkarza oraz Marii z domu Wildi. Hans już jako uczeń szkolny pracował w warsztacie zegarmistrzowskim. Od 1870 studiował budowę maszyn na Politechnice w Zurychu, a swoje zainteresowania pogłębiał w czasie wizyt w Paryżu i Londynie w latach 1871–1873. Pozostał potem w Anglii i zajmował się w Salford eksportem brytyjskich maszyn na kontynent.

### Działalność przemysłowa
W 1879 nabył za 300 funtów niewielką fabrykę łańcuchów napędowych, zaopatrującą kwitnący wówczas przemysł tekstylny. Dokonał w niej wynalazku łańcucha rolkowego, na który uzyskał w 1880 brytyjski patent. Jest on wytwarzany i stosowany również współcześnie. Jego konstrukcja powodowała wielką precyzję działania przy jednoczesnej łatwości rozpinania i zapinania. Znalazł on szerokie zastosowanie w przemyśle oraz przyczynił się do rozwoju rowerów i przemysłu rowerowego.
Przedsiębiorstwo Renolda od 1881 działało w Manchesterze. W okresie I wojny światowej produkowało amunicję. W latach 20. XX wieku nastąpiły jego fuzje z „Coventry Chains Comp. Ltd.” i „Brampton Brothers Ltd.”, prowadząc do powstania „Renold and Coventry Chain Comp. Ltd.”;  założył także filię „Renold Industrie Ketten GmbH” w Niemczech oraz rozpoczął ekspansję na rynek amerykański.
Przedsiębiorstwo pod nazwą „Renold plc” wciąż istniało w 2020 i było wówczas najstarszą na świecie nadal funkcjonującą firmą w branży łańcuchów napędowych.

### Działalność organizacyjna i społeczna
Oprócz wynalazków technicznych wiele uwagi poświęcał także organizacji produkcji i sposobu funkcjonowania swojej firmy. Należał w tej dziedzinie do pionierów metod zarządzania opartych na podstawach naukowych. Jego przedsiębiorstwo zostało przekształcone w strukturę opartą na wymogach funkcjonalności i zarządzaniu centralistycznym. Wprowadzał w nim także innowacje dotyczące relacji z pracownikami, między innymi w 1896 liczący 48 godzin tydzień pracy i kantynę zakładową, w 1909 stowarzyszenie działające na rzecz dobrobytu pracowników, od 1910 dział personalny, a od 1922 pracownicy mieli prawo do udziału w zyskach firmy. W swoim opublikowanym w 1913 artykule „Engineering Workshop Organisation” (Proceedings of the Manchester Association of Engineers, Discussion Session 1913/14) sformułował opinię, że wyższe zarobki dla dobrych pracowników są korzystne finansowo dla przedsiębiorcy.
Był członkiem rady miejskiej Manchesteru. W 1940 otrzymał tytuł doktora honoris causa Uniwersytetu w Manchesterze.

### Życie prywatne
W 1879 ożenił się z Mary Herford a w 1881 otrzymał brytyjskie obywatelstwo. Jego synem był Sir Charles Garonne Renold, który zarządzał przedsiębiorstwem ojca, był także członkiem rady Uniwersytetu w Manchesterze i wiceprezydentem British Institute of Management.